# Vaníliaformák
A vaníliaformák (Vanilloideae) a spárgavirágúak (Asparagales) rendjébe tartozó kosborfélék (avagy orchideafélék, Orchidaceae) családjának egy alcsaládja.

## Rendszerezés
Az alcsaládba az alábbi nemzetségcsoportokat és nemzetségeket sorolják:
- Pogonieae – 77 faj
  - Cleistes
  - Duckeella
  - Isotria
  - Pogonia
  - Pogoniopsis
- Vanilleae – 172 faj
  - Clematepistephium
  - Cyrtosia
  - Dictyophyllaria
  - Epistephium
  - Eriaxis
  - Erythrorchis
  - Galeola
  - Lecanorchis
  - Pseudovanilla
  - vanília (Vanilla)